# Tram van Daugavpils

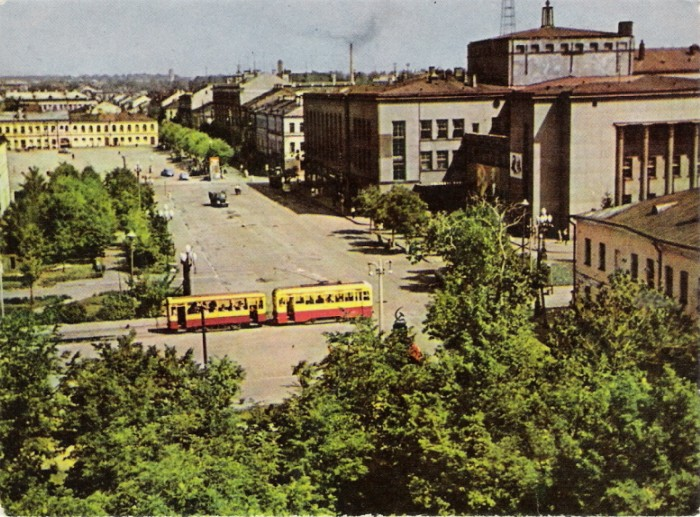
Lenin Plein; 1950.

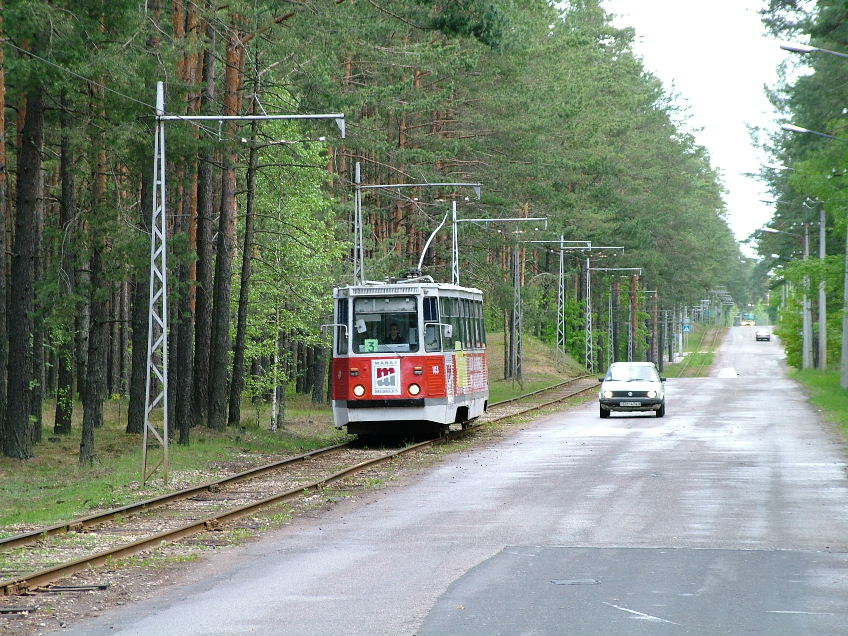
Motorwagen van het type KTM-5 op de enkelsporige lijn 3; 2003.

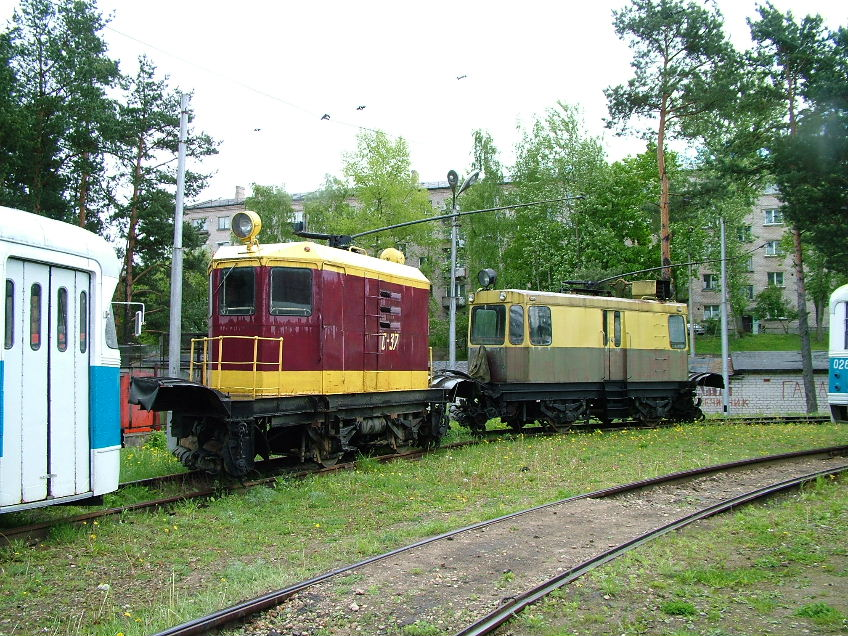
Twee sneeuwvegers; 2003.

De Tram van Daugavpils is het trambedrijf in de Letse stad Daugavpils (Duits: Dünaburg), dat wordt geëxploiteerd door de Daugavpils tramvaju uzņēmums (Trambedrijf van Daugavpils). Het is een van de drie trambedrijven in Letland.

## Geschiedenis
Het plan een tram in te voeren in Dvinsk (toenmalige naam van Daugavpils), rijpte tegen het einde van de 19e eeuw. In 1893 had Dvinsk 70.000 inwoners en er waren 38 fabrieken. In 1895 begon de stad onderhandelingen voor de bouw van een tramlijn. In 1910 en 1912 werden er concrete projecten gepland. Deze werden wegens geldgebrek echter niet verwezenlijkt, eerst wegens de Eerste Wereldoorlog, daarna door de Letse Onafhankelijkheidsoorlog en de daarop volgende verwoestingen.
Pas na de Tweede Wereldoorlog, in mei 1946, viel de definitieve beslissing tot bouw van de tramlijn. De bouw begon op 11 juni 1946. De werkzaamehden voor de eerste enkelsporige tramlijn Leerlooierij ↔ Station duurden 123 dagen.
De eerste lijn werd geopend op 5 november 1946 met Russisch breedspoor (1524 mm). Een bijzonderheid zijn de bij de tram in gebruik zijnde trolleystangen. Aanvankelijk reden op deze lijn vier tramwagens van het type Phoenix uit 1901.
In 1947 werd tot de tweede fase van het project besloten: een lijn van 3,5 km lengte van de Sarkanarmias Strasse (tegenwoordig 18. Novembra iela) naar de Oude Voorstad. In 1949 voerde een zijlijn van de Centrale Markt naar het Fort van Daugavpils, waar sedert 23 februari 1948 een militaire academie was.
In 1950 volgde de tweede route door de stad. Deze werd in 1951 en 1958 verlengd.
De volgende lijn werd in 1962 aangelegd, toen de sporen van de leerlooierij naar de Chemiefaser-fabriek werden verlengd. In het midden van de jaren zeventig was de hoofdlijn Station ↔ Chemiefaser-Fabrik geheel dubbelsporig uitgebouwd.
In 1987 waren er vier lijnen. In augustus-september werden de lijnen 3 Station ↔ Stropu en 4 Chemiefaser-fabriek ↔ Vesting samengevoegd tot een nieuwe lijn 3 Vesting ↔ Stropu.
Verdere uitbreidingen volgden in 1965 en 1990, zodat er nu totaal 27 kilometer tramspoor beschikbaar is.
Tegenwoordig rijden er drie tramlijnen in Daugavpils. Het bedrijf wordt goed onderhouden en in de laatste jaren kwam nog een lijnverlenging in bedrijf. Bovendien zijn er plannen voor een modernisering van het wagenpark.

## Wagenpark
De Tram van Daugavpils heeft 44 motorwagens: 20 trams van de Rīgas Vagonbūves Rūpnīca (Wagonfabriek Riga) van het type RWS-6, van de Wagonfabriek Ust-Katav twaalf trams van het type KTM-5 en een tram van het type KTM-8, en elf trams van het type Tatra T3D van de Tsjecho-Slowaakse fabriek ČKD Tatra, die tweedehands van uit Schwerin in Duitsland overgenomen werden.
Bovendien zijn er drie dienstwagens, waarvan één sneeuwploeg.
In 2011 startten de werkzaamheden voor de sanering van de infrastructuur, waarna 12 nieuwe lagevloertrams aangeschaft kunnen worden.

## Lijnen
- Lijn 1: Station (Lets: Stacija) ↔ Butļerova iela
Deze werd in 1946 geopend. Oorspronkelijk verbond zij de leerlooierij (tegenwoordig: Saules veikals) met het station. In de vroege jaren zestig werd in samenhang met de bouw van de Chemiefaser-fabriek en de daarbij behorende woonwijk besloten de lijn naar Butļerova iela te verlengen. In 1962 werd deze verlenging van circa 2,2 km met de remise aan het eindpunt in gebruik genomen. In het midden van de jaren zeventig was deze lijn volledig dubbelsporig geworden.
- Lijn 2: Butļerova iela ↔ Getreidemühle 'Dinella'  (Lets: Maiznīca 'Dinella' )
Deze lijn werd in 1947 als tweede tramlijn van de stad geopend. Vanaf lijn 1 bedient zij een zijtak van 2,7 km lengte naar de Oude Voorstad (Getreidemühle 'Dinella' ). In de toekomst zal zij met circa 1,9 km worden verlengd naar de Nieuwe Voorstad.
- Lijn 3: Vesting (Lets: Cietoksnis) ↔ Stropu ezers
Deze lijn werd in 1949 geopend met een lengte van 1,3 km en verbond het Fort van Daugavpils met de Centrale Markt (Lets: Tirgus). Zij werd later met de hoofdlijn verbonden. In 1959 werd de aftakking naar de Waldbühne Stropi (Lets: Stropu estrāde) in gebruik genomen. In 1960 werd zij tot de Stropi-See (Lets: Stropu ezers) verlengd. Vanaf de leerlooierij is de lijn enkelsporig met twee wisselplaatsen bij het Friedhof (Lets: Komunāle kapi) en aan de Waldbühne.

| Lijn | Opening | Verlengingen | Route                                                | Haltes | Lengte | Rijtijd |
| ---- | ------- | ------------ | ---------------------------------------------------- | ------ | ------ | ------- |
| 1    | 1946    | 1962         | Butļerova iela ↔ Stacija                             | 19     | 6,8 km | 28 min  |
| 2    | 1947    |              | Butļerova iela ↔ Forštadte (Getreidemühle 'Dinella') | 17     | 5,7 km | 23 min  |
| 3    | 1949    | 1959, 1960   | Stropi (Stropu ezers) ↔ Cietoksnis                   | 22     | 8,8 km | 35 min  |

## Foto’s van de huidige trams in Daugavpils

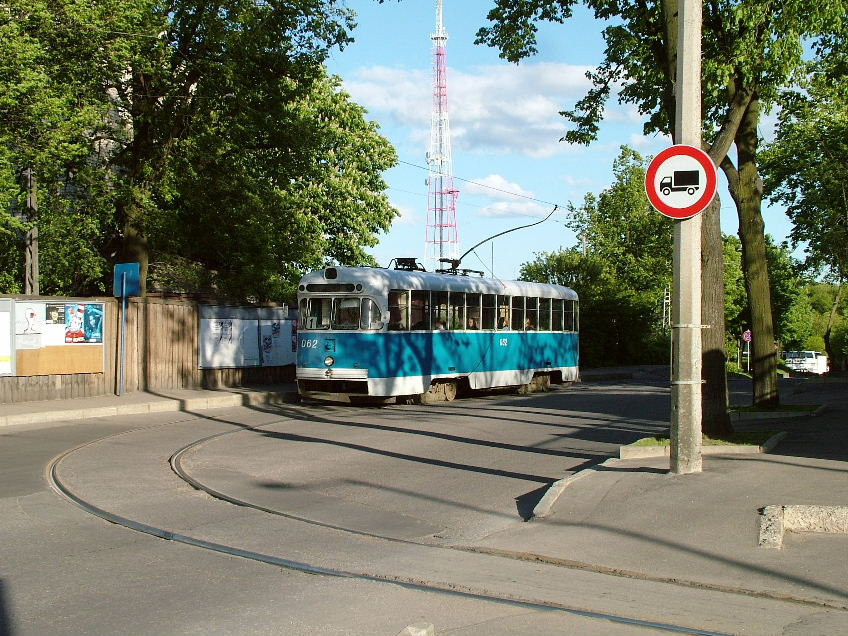
Motorwagen 062, gebouwd door de Wagonfabriek Riga, op lijn 1 bij het eindpunt Station; 2004.
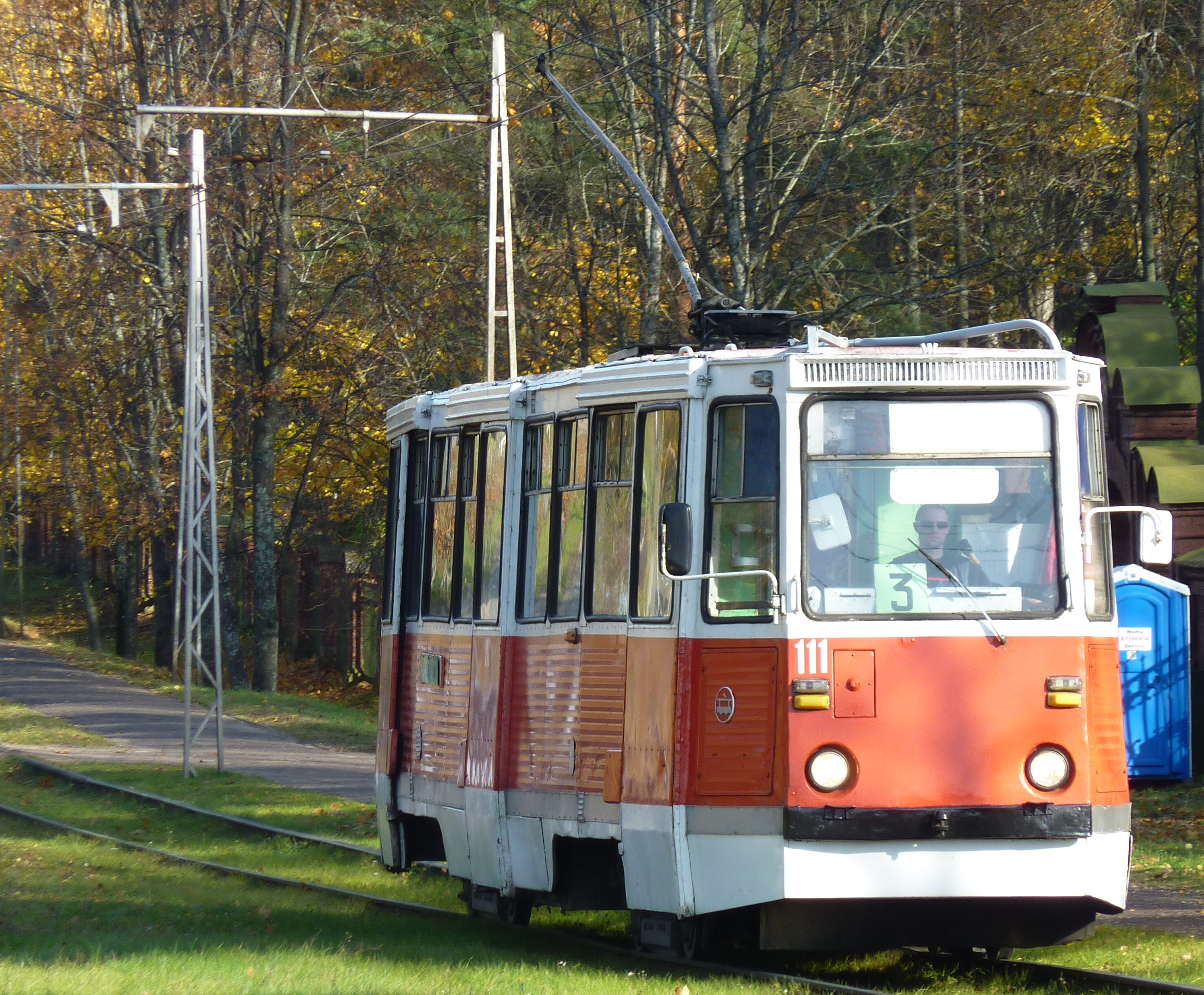
Motorwagen 111 van het type KTM-5: 2012.
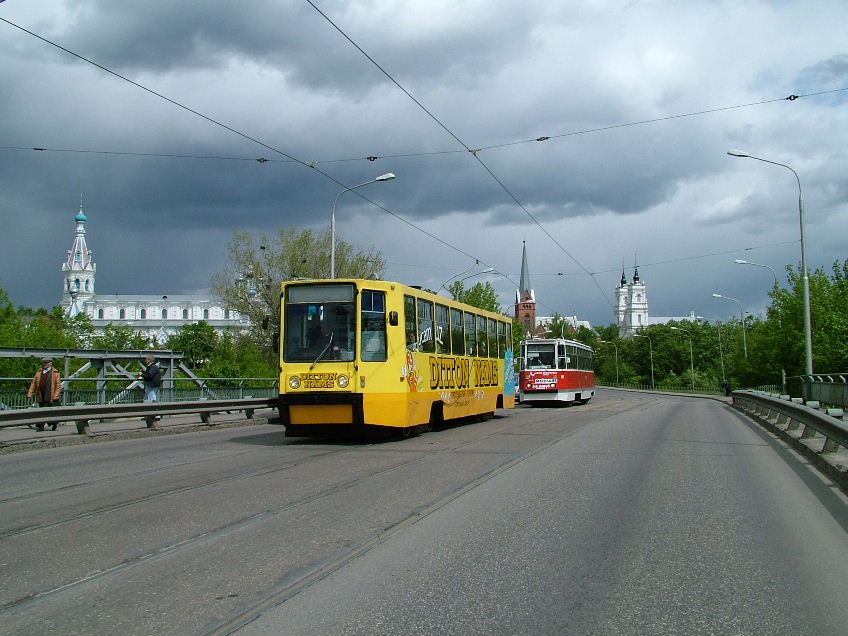
Trams van de types KTM-8 en KTM-5; 2004.